# Jocquella
Genre
Jocquella est un genre d'araignées aranéomorphes de la famille des Telemidae.

## Distribution
Les espèces de ce genre sont endémiques de Papouasie-Nouvelle-Guinée.

## Liste des espèces
Selon World Spider Catalog (version 14.5, 2014) :
- Jocquella boisai Baert, 1984
- Jocquella leopoldi Baert, 1980

## Publication originale
- Baert, 1980 : Spiders (Araneae) from Papua New Guinea. 1. Jocquella leopoldi gen. n., sp. n. (Telemidae). Bulletin of the British Arachnological Society, vol. 5, no 1, p. 16-19.